# Zonsverduistering van 21 september 1903

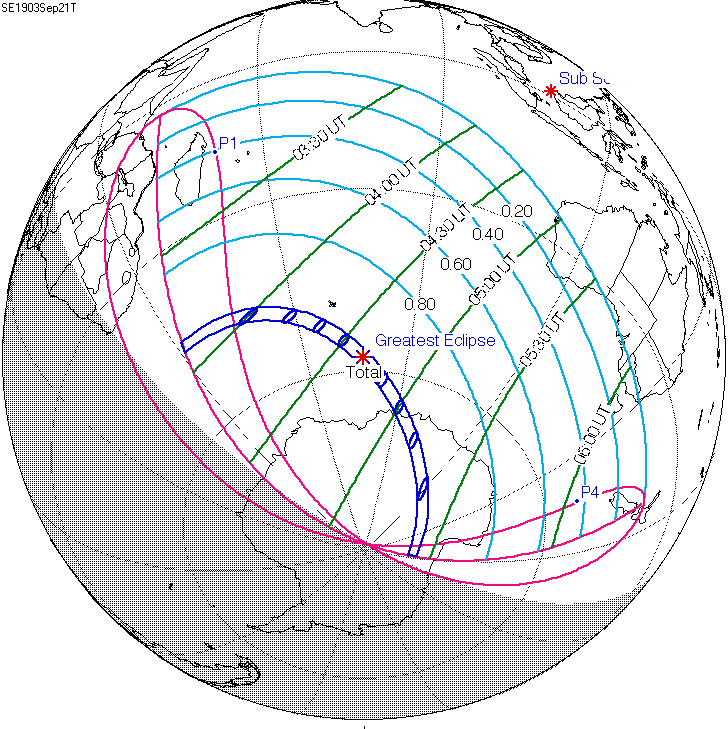
De zonsverduistering was te zien tussen de blauwe lijnen.

De totale zonsverduistering van 21 september 1903 trok veel over zee, maar was achtereenvolgens te zien op de eilanden Marion en Prins Edward en op Antarctica.

## Lengte

### Maximum
Het punt met maximale totaliteit lag op zee ver van enig land op coördinatenpunt 57.97° Zuid / 77.2454° Oost en duurde 2m11,9s.

### Limieten
| Fenomeen                    | Code | Tijdstip UTC  |
| --------------------------- | ---- | ------------- |
| Eerste contact bijschaduw   | P1   | 02:27:40.8 UT |
| Eerste contact kernschaduw  | U1   | 03:51:55.9 UT |
| Kernschaduw compleet vanaf  | U2   | 03:55:02.2 UT |
| Bijschaduw compleet vanaf   | P2   | Niet          |
| Maximum eclips              | GE   | 04:39:46.1 UT |
| Bijschaduw compleet t/m     | P3   | Niet          |
| Kernschaduw compleet t/m    | U3   | 05:24:09.7 UT |
| Laatste contact kernschaduw | U4   | 05:27:11.9 UT |
| Laatste contact bijschaduw  | P4   | 06:51:40.9 UT |